# Germán Gutiérrez de Piñeres
Germán Gutiérrez De Piñeres (Bogotá, 7 de marzo de 1958- Bogotá, 2 de julio de 2024) fue un futbolista y director técnico colombiano que jugaba como defensa central o lateral derecho en Millonarios.

## Biografía
Fue apodado como "El Cachacosteño", por nacer en Bogotá y vivir allí hasta la edad de 4 años, luego estuvo en Barranquilla hasta terminar el bachillerato con 15 años.
Paralelamente a su época de jugador adelantó algunos semestres de arquitectura en la Universidad Pontificia Javeriana de Bogotá.
Germán, estudió comunicación social y periodismo siendo egresado de la Fundación Universitaria INPAHU.
Trabajó como panelista deportivo en Colmundo Radio, Caracol Radio, Candela Estéreo, y en Cablenoticias; como comentarista invitado en el Gol Caracol y en la 92.9 Bogotá.
Debido a motivos personales cayó en las drogas y en el alcohol, intentando rehabilitarse en clínicas siquiátricas en varias oportunidades.
Como muchos amigos del deporte y del periodismo le brindaron su mano amiga en oportunidades laborales. Uno de ellos, fue su amigo Eduardo Pimentel quien le brindó un trabajo con el Boyacá Chicó donde fue director deportivo en 2007.
Falleció en Bogotá de un infarto fulminante la noche del 2 de julio de 2024, esperando su pensión que quedó atrapada en un bien inmueble, un lote, que representa la indemnización del equipo de fútbol Millonarios por el tiempo que estuvo en sus canchas.  Se le recordará por su cultura general, buen humor, su verbo futbolístico y por haber sido un exitoso defensa que llevó al triunfo de Millonarios en los años 1978, 1987 y 1988.

## Trayectoria deportiva

### Como futbolista
Estuvo en las divisiones menores dos años y debutó en 1978, de la mano de Jaime Arroyave, debutó a nivel profesional el 22 de enero contra el con Millonarios Leskiv Spartak de Bulgaria, saliendo campeón ese año, considerado uno de los mejores jugadores de la historia del club capitalino en donde disputó 500 partidos (contando amistosos) convirtiendo 1 gol, además de haber ganando  los títulos de 1978, 1987 y 1988. Solamente vestiría la camiseta albiazul y se retiró en 1990. Su único gol como profesional se lo marcó al Deportes Quindío.

### Como entrenador
Debutó en la dirección técnica con el ya desaparecido Fiorentina de Florencia en el departamento del Caqueta, después dirigió al Club Deportivo El Cóndor y al Girardot Fútbol Club en la Segunda división.
Regresó años más tarde dirigir a las Divisiones menores de Millonarios donde estuvo como técnico interino del equipo principal un par de fechas. Hacia 2007 se convirtió en el director deportivo del club Boyacá Chicó.
Fue el director técnico encargado de Millonarios en 2002. Asimismo fue el asistente técnico de Juan José Peláez y Slodoban Zecevic en Independiente Santa Fe.

## Clubes

### Como jugador
| Club                   | Temporada | Liga | Liga  | Copa Libertadores | Copa Libertadores | Total | Total |
| Club                   | Temporada | PJ.  | Goles | PJ.               | Goles             | PJ.   | Goles |
| ---------------------- | --------- | ---- | ----- | ----------------- | ----------------- | ----- | ----- |
| Millonarios · Colombia | 1978-1990 | 311  | 1     | 2                 | 0                 | 313   | 1     |

### Como técnico
| Club                  | País        | Temporada   |
| --------------------- | ----------- | ----------- |
| Fiorentina de Caqueta | Colombia    | 1993 - 1994 |
| El Cóndor             | Colombia    | 1995 - 1997 |
| Girardot F.C          | Colombia    | 2000 - 2001 |
| Millonarios FC        | Colombia    | 2002        |
| Alianza               | El Salvador | 2002        |

### Otros cargos
| Club         | País     | Temporadas  | Rol                |
| ------------ | -------- | ----------- | ------------------ |
| Santa Fe     | Colombia | 1998 - 1999 | Asistente técnico  |
| Millonarios  | Colombia | 2002        | Director deportivo |
| Boyacá Chicó | Colombia | 2007 - 2008 | Director deportivo |

## Estadísticas como entrenador
| Millonarios · Colombia | 1.ª   | 2002 (e) | 7 | 1 | 4 | 2 | - | - | - | - | - | - | - | - | 7 | 1 | 4 | 2 | 33.34% |
| Millonarios · Colombia | Total | Total    | 7 | 1 | 4 | 2 | 0 | 0 | 0 | 0 | 0 | 0 | 0 | 0 | 7 | 1 | 4 | 2 | 33.34% |
| 1. 2.                  |       |          |   |   |   |   |   |   |   |   |   |   |   |   |   |   |   |   |        |

## Palmarés

### Campeonatos nacionales
| Título           | Club        | País     | Año  |
| ---------------- | ----------- | -------- | ---- |
| Primera División | Millonarios | Colombia | 1978 |
| Primera División | Millonarios | Colombia | 1987 |
| Primera División | Millonarios | Colombia | 1988 |

## Anexo
Anexo:Futbolistas que militaron en un solo equipo